# ستانلي فوكس
ستانلي فوكس هو سياسي كندي، ولد في 22 يونيو 1906، وتوفي في 22 مارس 1984.